# Computermuseum Aachen
Das Computermuseum Aachen bestand von 1987 bis 2009. Es entstand in Zusammenarbeit mit dem Rogowski-Institut für Elektrotechnik der RWTH Aachen. Es war untergebracht im Aachener Campus Melaten bis zum Abriss des Gebäudes Sommerfeldstraße Nr. 32.

## Geschichte
Das Museum entstand in Zusammenarbeit mit dem Rogowski-Institut für Elektrotechnik der RWTH Aachen und bekam von diesem veraltete Hardware als Museumsstücke. Wesentlicher Fürsprecher und Unterstützer war Walter Ameling (1926–2010).
Die ab 1965 mit Unterstützung des Landes Nordrhein-Westfalen, der Deutschen Forschungsgemeinschaft und der Freundesgesellschaft der Aachener Hochschule entstandene umfangreiche Sammlung gehörte zu den frühesten ihrer Art in Deutschland.
Das Computermuseum verstand sich als aktives Museum, in dem der Besucher an zahlreichen Rechengeräten und PCs selbst arbeiten und Erfahrungen mit der EDV-Technik der Vergangenheit sammeln konnte. Das Computermuseum wurde 1987 auf dem RWTH-Erweiterungsgelände in Melaten eingerichtet und Ende 2009 geschlossen. Von 1987 bis 1993 wurde das Museum von dem Historiker Peter Johannes Droste geleitet.

## Exponate
Prunkstück der Ausstellung war eine Rechenanlage vom Typ Zuse Z22 der RWTH aus dem Jahr 1958.
Einige der Exponate
- Burroughs 1700
- DEC PDP-11/45
- DEC PDP-12
- EAI 8800 Scientific Computing System
- EAI PACE 231R
- EAI TR-48
- IBM 421
- IBM System/3 Modell 10 (5410)
- IBM System/360-20
- LGP-30
- Siemens 2002
- Telefunken RA 463/2
- Telefunken TR 4
- Zuse Z22

## Schließung
Das Gebäude, in dem das Computermuseum untergebracht war, musste 2010 im Rahmen der Neuausrichtung des Campus Melaten abgerissen werden. Deswegen musste das Museum Ende 2009 schließen, und alle dort vorhandenen Exponate suchten einen neuen Standort.
Bereits 2006 wurden die Hintergrundbestände des Museums aufgelöst und zunächst in Castrop-Rauxel deponiert. Von dort gelangte, von SAP finanziert, ein Großteil der Sammlung nach Mountain View in Kalifornien in das dortige Computer History Museum (CHM), darunter auch Mulby-Rechner aus Aachener Produktion (Krantz Computer). Die Reste wurden in eine Lagerhalle auf dem Gelände des Dortmunder Bahnhofs verbracht (Tillmann-Sammlung). Dort wurden die Teile durch die schlechte Lagerung arg ramponiert und waren 2012 von der Verschrottung bedroht. Privaten Sammlern gelang es noch viele Artefakte zu retten und zu restaurieren. Sie finden sich jetzt u. a. im Rechenwerk Computer- & Technikmuseum Halle.
Ein weiterer Teil aus dem Aachener Bestand wurde bei einer Spedition in Köln gelagert. Die Kosten hierfür übernahm das CHM bis 2007/2008. Danach wurden auch hier einzelne Artefakte von Sammlern gerettet, der Rest wurde verschrottet.
Nach der Schließung Ende 2009 wurden die noch vorhandenen Exponate auf RWTH-Gelände zwischengelagert und 2012 an Museen verteilt, insbesondere an das Konrad-Zuse-Computermuseum in Hoyerswerda und an das Museum in Bautzen. Letzteres erhielt auch die Z22. Daneben wurde nach neuesten Erkenntnissen ein Teil der früheren Exponate zerschreddert.